# 马保之
马保之（1907年11月13日— 2004年1月29日） 农学家。 广西桂林人。其父为教育家、学者、社会活动家马君武。
生于1907年11月13日。1929年毕业于南京金陵大学（1952年并于南京大学）农学院；毕业后留学美国康乃尔大学，1933年获博士学位；再往英国剑桥大学研究一年，1934年学成归国。曾任中央农业实验所技正、中央农业实验所广西工作站主任、广西农事试验场场长，1940年4月创办广西柳州高级农业职业学校并任校长。1945年升任农林部农业司司长，兼任联合国中国善后救济分署农业机械管理处处长（在沙塘期间除场校两职外，还担任农林部西南区农业推广繁殖站主任、广西大学农学院教授、沙塘垦区主任和广西粮食增产督导团副总督等职）。
1949年到台湾，任中国农村复兴委员会植物生产组组长，1954年任台湾大学农学院院长，1960年任台湾驻越南（西贡）作物改良团团长，1961年受聘任利比里亚国立大学农林学院方案执行主持人（兼利比里亚国立大学农林学院院长），长达14年，功劳卓著，两次获得总统授勋，被称为“利比里亚农业之父”。1975年回台湾，受聘任台湾食品工业发展研究所所长，1978年被推选兼任亚洲蔬菜研究发展中心理事会理事主席。